# Wahlenbergia hederacea
Wahlenbergia hederacea é uma espécie de planta com flor pertencente à família Campanulaceae. 
A autoridade científica da espécie é (L.) Rchb., tendo sido publicada em Iconogr. Bot. Pl. Crit. 5: 47 (1827).
O seu nome comum é ruínas.

## Portugal
Trata-se de uma espécie presente no território português, nomeadamente em Portugal Continental.
Em termos de naturalidade é nativa da região atrás indicada.

## Protecção
Não se encontra protegida por legislação portuguesa ou da Comunidade Europeia.